# Seaca de Câmp
Seaca de Câmp es una comuna ubicada en el distrito de Dolj, Rumania.

## Superficie
Posee una superficie de 36,85 kilómetros cuadrados.

## Demografía
Hasta 2021 la población era de 1631 habitantes, con una densidad de población de 44,26 habitantes por kilómetro cuadrado.